# Чорнолих Владислав Володимирович
Чорнолих Владислав Володимирович (*17 листопада 1940, Мигія, Миколаївська область — 23 вересня 2013, Київ)  — український кінорежисер, член НСКУ.

## Біографія
Народився в Одеській області. Закінчив Київський державний інститут театрального мистецтва ім. І.Карпенка-Карого (1967) та Вищі режисерські курси в Москві (1971). Працював на Київській кіностудії ім. О. П. Довженка.
Був другим режисером у стрічках:
- «Де ви, лицарі?»,
- «В бій ідуть самі „старі“»,
- «Ати-бати, йшли солдати…» та ін.